# Мстислав (князь ободритов)
Мстислав (лат. Mistizlavus, нем. Mistislaw, ум. после 1018) — князь ободритов из династии Наконидов, правивший с 995 по 1018 год. Его отец Мстивой, исповедовавший христианство, находился в тесном союзе с саксонским герцогом Бернхардом I. Вместе с ним Мстислав в 982 году принимал участие в походе Оттона II против сарацин в южной Италии , из которого большинство его дружины не вернулось живыми. Во время славянского восстания 983 года Накониды утратили власть над несколькими племенами союза ободритов, перешедшими к лютичам. После смерти отца в 995 году Мстислав пытался укрепить власть династии над оставшимися племенами ободритов. В этом его поддерживали церковь и немецкие правители, однако противостоявшая ему ободритская оппозиция поддерживалась лютичами. Резиденцией Мстислава была крепость Мекленбург (Велиград). В 1003 году немецкая поддержка Мстислава ослабла, так как император Генрих II надеялся на помощь лютичей в борьбе против польского короля Болеслава I. В итоге Мстислав не смог удержаться на троне и был изгнан в 1018 году вторгшимися в его владения лютичами. Спустя некоторое время после его бегства власть над частью ободритов восстановил его сын Прибигнев (Удо). Последние годы жизни Мстислав провёл в саксонском графстве Барденгау.